# الرجل الذي يحارب وحده
الرجل الذي يحارب وحده (بالإنجليزية: The Man Who Fights Alone)‏ هو فيلم درامي أمريكي صامت إنتاج عام 1924 أنتجته شركة فيموس بلايرز لاسكي ووزعته شركة باراماونت بيكتشرز أخرجه والاس ورسلي وقام ببطولته وليام فارنوم ولويس ويلسون. مع عدم وجود نسخ منه في أي أرشيف فيلم، يعتبر فيلم ضائع. تحكي قصة رجل عاجز تدفعه خيالاته للشك في زوجته بعلاقتها بشخص آخر.

## ملخص الفيلم
يصاب جون ماربل مهندس إنشاءات بالشلل ويبدأ في تصور نمو الحب بين زوجته ماريون وصديقه المقرب بوب ألتن. عازمة على الانتحار، ومع ذلك فإن الصدمة من رؤية زوجته وطفله معرضين للخطر على جسر مكسور تهزّه ليتعافى من مرضه ويكتشف أن شكوكه كلها كانت خيالية.

## روابط خارجية
- الرجل الذي يحارب وحده  في قاعدة بيانات الأفلام على الإنترنت (بالإنجليزية)
- Synopsis على موقع أول موفي.
- بطاقة اللوبي